# Лінн Флевеллін
Лінн Флевеллін (англ. Lynn Flewelling; нар. Лінн Елізабет Больо (англ. Lynn Elizabeth Beaulieu); нар. 20 жовтня 1958, Преск-Айл, США) — американська письменниця у жанрі феміністичного фентезі, блогерка.

## Біографія
Лінн Елізабет Больо народилася 20 жовтня 1958 року у містечку Преск-Айл, штат Мен, США. Виросла на півночі штату Мен, але потім жила на обох узбережжях та мандрувала в усьому світі, цей досвід відобразила в творах. Працювала вчителькою, маляркою, позаштатною редакторкою, журналісткою. Одружилася з Дугласом Флевелліном 1981 року, народила двох синів. Флевеллін перейшла до дзен-буддизму, промовила свої обітниці ченцю Тхить Нят Ханю, практикує буддійську медитацію.
Живе у Редлендс, штат Каліфорнія та працює лекторкою в Редлендському університеті.

## Творчість
Перший роман «Успіх у тінях» (англ. Luck in the Shadows) серії «Нічні мандрівники» (англ. The Nightrunner Series) номінувався на премію «Локус» за найкращий дебютний роман та став вибором редактора, а також фіналістом премії Комптона Крука. Її романи «Місяць зрадника» (англ. Traitor's Moon) та «Прихований воїн» (англ. Hidden Warrior) стали фіналістами премії «Галактичний спектр» за найкращий роман, яку присуджують за романи, які позитивно висвітлюють ЛГБТ-теми. Її романи вже опубліковані у 13 країнах. Флевеллін спілкується з читачами через свій вебсайт, блог на Live Journal, групу Yahoo!, часто з'являється на Комік-коні та інших конвенціях. Її твори похвалили багато фентезійних письменників, серед яких Джордж Р. Р. Мартін, Орсон Скотт Кард, Елізабет Генд, Робін Гобб та Кетрін Курц. Незалежна кінокомпанія придбала права на екранізацію перших трьох романів серії «Нічні мандрівники», але виробництво ще не почалося.
Флевеллін сказала, що на її творчість вплинуло багато письменників, серед яких Рей Бредбері, Вільям Фолкнер, Т. С. Еліот, Гомер, Стівен Кінг, Джойс Керол Оутс, Вільям Шекспір, Ернест Хемінгуей, Мері Рено, Енн Райс та Артур Конан Дойл. Вона також висловила своє захоплення такими письменниками як Айзек Азімов, Еллен Кушнер, Клайв С. Льюїс, Тоні Моррісон, Ширлі Джексон, Джеймс Баррі, Майкл Муркок.

Твори Флевеллін просувають теми фемінізму та ЛГБТ, вона сказала з цього приводу: 
|  | Я завжди вірила, що люди є людьми, і це неправильно дискримінувати їх лише через стать чи групу, до якої вони належать.Оригінальний текст (англ.) I’ve always believed that people are people, and it’s wrong to discriminate against them just because of what gender or group they fall into. |

 Обидва протагоністи серії «Нічні мандрівники» — бісексуали, що Флевеллін пояснила майже повною відсутністю ЛГБТ-персонажів у жанрі та маргіналазацією існуючих. Серія «Тамірська тріада» (англ. Tamír Triad) поєднує в собі елементи психологічної драми з історією жаху про привидів та описує протагоніста, який змінює стать та гендер. Твори Флевеллін привернули до себе академічну увагу через ці теми.

## Твори

### Романи

#### Нічні мандрівники
- 1996 — «Успіх у тінях[en]» (англ. Luck in the Shadows)
- 1997 — «Темрява, що підкрадається[en]» (англ. Stalking Darkness)
- 1999 — «Місяць зрадника[en]» (англ. Traitor's Moon)
- 2008 — «Тіні повертаються[en]» (англ. Shadows Return)
- 2010 — «Біла дорога[en]» (англ. The White Road)
- 2012 — «Скринька душ» (англ. Casket of Souls)
- 2014 — «Уламки часу» (англ. Shards of Time)

#### Тамірська тріада
- 2001 — «Близнюк кісткової ляльки[en]» (англ. The Bone Doll's Twin)
- 2003 — «Прихований воїн[en]» (англ. Hidden Warrior)
- 2006 — «Королева оракула[en]» (англ. Oracle's Queen)

### Оповідання
- 1995 — «Лист до Алексі» (англ. Letter To Alexi) у збірці «В'язні ночі» (англ. Prisoners of the Night)
- 1999 — «Нічиє повне керівництво до написання листів-запитів» (англ. The Complete Nobody's Guide to Query Letters)
- 2001 — «Поріз ворону» (англ. Raven's Cut) у збірці «Фантастичні вбивці» (англ. Assassin Fantastic)
- 2006 — «Досконалість» (англ. Perfection) у антології «Елементаль: рельєф цунамі» (англ. Elemental: The Tsunami Relief Anthology)
- 2010 — «Натяки: Збірка оповідань про Нічних мандрівників[en]» (англ. Glimpses: A Collection of Nightrunner Short Stories)